# 비전선교단
비전선교단은 전 세계에 퍼져있는 미전도종족 집단의 개척선교를 목적으로 설립된 개신교 계통의 복음주의적 초교파 해외선교기관으로 선교동원, 훈련, 파송하는 교회개척 선교공동체이다. 또한 국내 및 해외 사역자 300여명이 한국교회와 국내외선교단체와 함께 동역하며 세계 선교과업에 도전하고 있다.

## 도서
대한민국의 비전출판사의 이름으로 출판된 도서는 다음과 같다.
- 이스마엘 - 2013년 3월 8일
- 세계 디폴트 위기 - 2013년 3월 9일
- 중동 소요 사태를 통해 본 아랍 이슬람의 조명 - 2013년 3월 10일
- 선교 팀 사역 빌딩의 초기 접근 방법론 - 2013년 3월 11일
- 바이블 쿠킹미팅 1 - 2013년 10월 26일
- 바이블 쿠킹미팅 2 - 2014년 9월 19일
- 바이블 쿠킹미팅 3 - 2015년 6월 4일
- 바이블 쿠킹미팅 4(COVID-19 특별판) - 2021년 8월 4일
- 바이블 쿠킹미팅 1(상.하)
- 조다윗 선교사의 세계와 시대읽기 - 2017년 1월 3일
- 조다윗 선교사의 세계와 시대읽기 (개정2판) - 2024년 2월 14일
- 4차 산업혁명 시대의 청년선교운동 - 2018년 4월 9일
- 선교 리더십 계승과 차세대 선교 리더십 발생 사례 - 2018년 6월 16일
- 미래청년세대 정신성과 디지로그 단기선교(한영합본) - 2022년 12월 2일
- 우크라이나와 세계를 바라보며 - 2022년 4월 18일
- 차세대 선교지도력과 집단트랙 - 2021년 2월 18일
- 이스라엘 하마스 전쟁으로 본 중동 극단주의 흐름 - 2024년 7월 1일

## 음반
대한민국의 비전선교단의 이름으로 출시된 음반은 다음과 같다.
- 비전선교단 1집(2009년) - Nameless Generation
- 비전선교단 2020예배실황(2020년) - 그 피가 말한다(The Blood Says)